# Carlos Soares Garrit
Carlos Soares Garrit (født 4. december 1971) er en tidligere brasiliansk fodboldspiller.
Han har spillet for flere forskellige klubber i sin karriere, herunder Kashima Antlers.